# 默施維爾

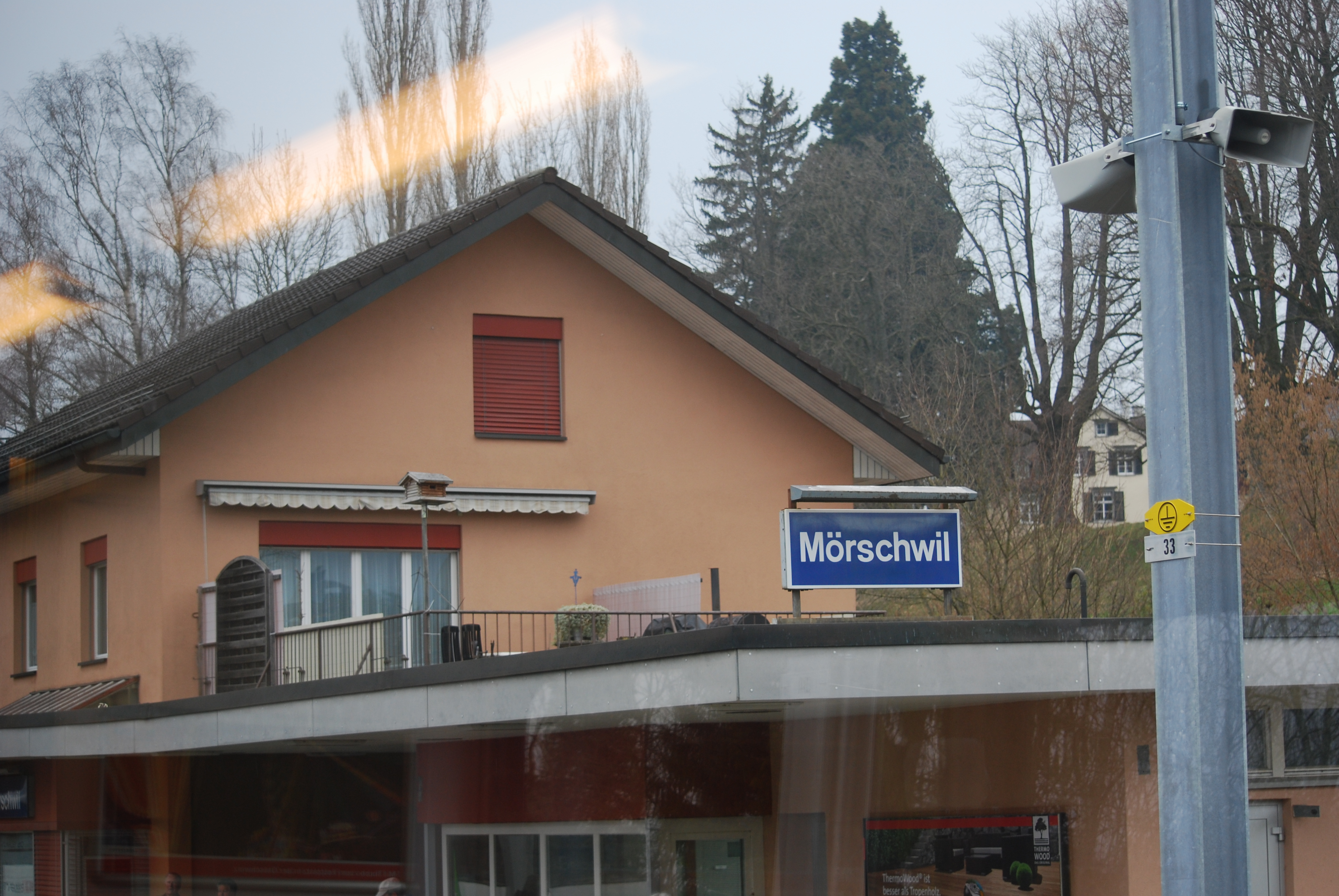

默施維爾是瑞士的城鎮，位於該國東北部，由聖加侖州負責管轄，面積9.83平方公里，海拔高度550米，2011年人口3,518，六成人口信奉羅馬天主教，人口密度每平方公里358人。

## 外部連結
- Official website （德文）